# أنتيرو سفينسون
أنتيرو سفينسون (بالفنلندية: Antero Svensson)‏ هو عسكري فنلندي، ولد في 30 نوفمبر 1892، وتوفي في 26 أبريل 1946.